# Plectrumbanjo
De plectrumbanjo is een banjo met vier snaren en is meestal gestemd als C-G-B-d. Zoals de naam al doet vermoeden wordt het meestal met een plectrum bespeeld. De plectrum-banjo ontstond uit de vijfsnarige om te voorzien in de behoefte van andere muziekstijlen die vroegen om vol aangeslagen akkoorden (strumming).